# Jay Sean
Jay Sean, właśc. Kamaljit Singh Jhooti (ur. 26 marca 1981 w Londynie) – brytyjski piosenkarz, autor tekstów piosenek i beatbokser.

## Życiorys
Urodził się w miejscowości Southall, która sąsiaduje z Londynem. Jego rodzice wyemigrowali do Jhelum (obecny Pakistan), następnie do Indii, aż w końcu powrócili do Wielkiej Brytanii. Jay ukończył Sir George Monoux College, a potem zapisał się do Queen Mary University na kierunek medyczny, lecz porzucił studia na rzecz muzyki.
W 2003 wraz z Juggy D oraz Rishi Rich zadebiutowali utworem "Dance with You (Nachna Tere Naal)". Utwór dotarł do pierwszej „20” notowania brytyjskiego, co spowodowało wydanie debiutanckiego albumu Me Against Myself oraz kolejnych utworów: "Eyes On You" i "Stolen". W 2005 wystąpił w bollywoodzkiej produkcji "Kyaa Kool Hai Hum". W lutym 2006 opuścił swoją dotychczasową wytwórnię płytową Virgin Records. Po zakończeniu współpracy z wytwórnią powrócił z nowym singlem zatytułowanym "Ride It" pod koniec 2007. Piosenka znalazła się na drugim albumie artysty pt. My Own Way. Był to pierwszy album wyprodukowany przez jego własną wytwórnię płytową Jayded oraz 2Point9 Records. W 2008 wydano kolejne single: "Maybe", "Stay" oraz "Tonight". Ten ostatni znalazł się na reedycji albumu pt. My Own Way: The Deluxe Edition.
W 2008 nawiązał współpracę z amerykańską wytwórnią płytową Cash Money Records. Jego trzeci album pt. All or Nothing ukazał się 23 listopada 2009, zadebiutował na 37. miejscu amerykańskiej listy Billboard oraz na 62. miejscu brytyjskiej listy albumów. Pierwszym singlem był "Down" (w duecie z Lil Wayne), który dotarł do pierwszego miejsca amerykańskiej listy przebojów Billboard i zajął czołowe miejsca w Australii, Kanadzie oraz wielu europejskich list przebojów. W listopadzie 2009 wydał singel – "Do You Remember" w duecie z Seanem Paulem oraz Lil Jon. Rozpoczął współpracę z Justinem Timberlakiem oraz Esmée Denters nad wspólnym singlem. W 2009 wystąpił w koncercie charytatywnym z takimi gwiazdami jak Justin Timberlake, Alicia Keys czy Taylor Swift. Zebrano około 9 mln dolarów.
W kolejnych latach wydał następne albumy: Hit the Lights (2011) i Neon (2013)

## Dyskografia
- Me Against Myself (2004)
- My Own Way (2008)
- All or Nothing (2009)
- Hit the Lights (2011)
- Neon (2013)